# 游惠海
游惠海（1925年11月20日—2015年8月31日），男，广东兴宁人，中华人民共和国舞蹈家，中国舞蹈家协会原副主席、顾问。